# Епископ сремски Валеријан
Валеријан (световно Василије Прибићевић; Дубица, Банија 13/25. април 1870 — Сплит, 10. јул 1941) био је епископ Српске православне цркве.

## Живот
Епископ Валеријан (световно Василије Прибићевић) рођен је 25. априла 1870. у Дубици. Гимназију са великом матуром завршио је у Раковцу код Карловца, а Духовну академију у Кијеву. После двогодишње наставничке службе у Монашкој школи у манастиру Хопову, замонашио се 8. маја 1894. у манастиру Крушедолу и добио име Валеријан.
Од 1897. до 1899. године био је наставник у српској гимназији у Цариграду. Отпуштен је из службе јер није хтео потписати поздравни телеграм поводом повратка у земљу краља Милана. Касније је у Бечу и Лајпцигу студирао грчки језик и византологију, а по повратку је постављен за професора старе Карловачке богословије. У познатом велеиздајничком процесу у Загребу био је осуђен на дванаест година робије. Из затвора је пуштен након аболиције 1910. године.
После Првог светског рата редовно је био биран за народног посланика све до познатог 6. јануара 1929. Дуго година архимандрит Валеријан је био настојатељ манастира Јаска и као такав изабран је за викарног епископа сремског 8. децембра 1939. године. Хиротонисан је за епископа 28. јануара 1940. у Сремским Карловцима од патријарха српског Гаврила, митрополита скопског Јосифа и епископа злетовско-струмичког Викентија. И као викарни епископ задржао је управу манастира Јаска.
Умро је 10. јула 1941. у Сплиту, где је привремено и сахрањен у гробници пријатеља Милоша Јеласке. После Другог светског рата, тачније 1959. године пренет је у манастир Јазак и сахрањен крај манастирске цркве.
Јаша Томић у књизи "Реч нашој браћи у Србији", 1907. пише: "Браћа Прибићевић су удесили били с патријархом Георгијем, да се у Загребу оснује нова владичанска столица, да загребачки владика буде Валеријан Прибићевић, брат главног уредника "Србобрана". Но они иду и даље. После смрти патријарха Георгија мислили су да помогну Валеријана Прибићевића да дође за патријарха."